# 苏维尔
苏维尔（法語：Sousville，法語發音：[suvil]）是法国伊泽尔省的一个市镇，属于格勒诺布尔区。

## 地理
苏维尔（44°54'48"N, 5°48'26"E）面积2.93 平方千米，位于法国奥弗涅-罗讷-阿尔卑斯大区伊泽尔省，该省份为法国东南部内陆省份，北起顺时针与安省、萨瓦省、上阿尔卑斯省、德龙省、阿尔代什省、卢瓦尔省和罗讷省。
与苏维尔接壤的市镇（或旧市镇、城区）包括：拉米尔、南特昂拉捷、蓬索纳、博蒙地区圣洛朗。
苏维尔的时区为UTC+01:00、UTC+02:00（夏令时）。

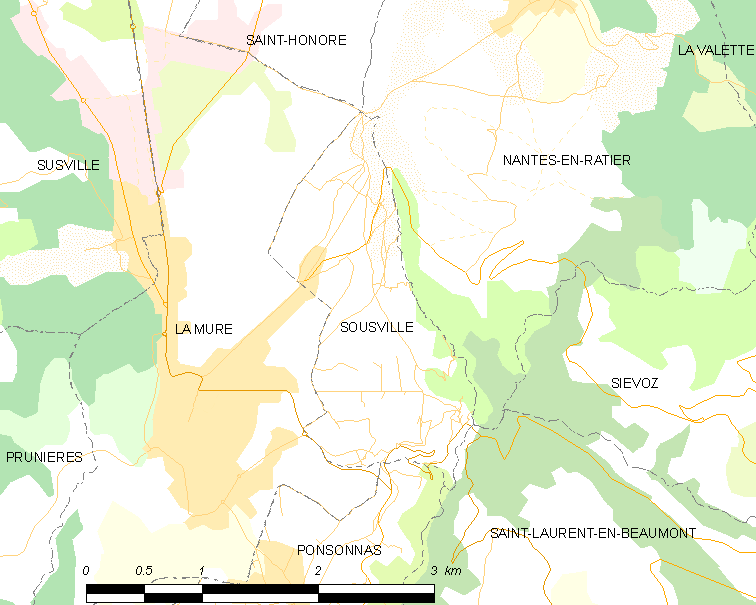
苏维尔的OSM定位图

## 行政
苏维尔的邮政编码为38350，INSEE市镇编码为38497。

## 政治
苏维尔所属的省级选区为马泰西讷-特列沃县。

## 人口

1962-2008年间苏维尔人口变化图示

苏维尔于2022年1月1日时的人口数量为145人。